# Čedovo
Čedovo (en serbe cyrillique : Чедово) est un village de Serbie situé dans la municipalité de Sjenica, district de Zlatibor. Au recensement de 2011, il comptait 69 habitants.
Čedovo est situé sur les bords de l'Uvac.

## Démographie
| 1948 | 1953 | 1961 | 1971 | 1981 | 1991 | 2002 | 2011 |
| ---- | ---- | ---- | ---- | ---- | ---- | ---- | ---- |
| 327  | 356  | 317  | 253  | 167  | 106  | 108  | 69   |

|  |